# PAR-CLIP
PAR-CLIP (engl. Photoactivatable-Ribonucleoside-Enhanced Crosslinking and Immunoprecipitation, ‚Quervernetzung und Immunpräzipitation mit photoaktivierbaren Ribonukleotiden‘) ist eine Methode der Biochemie zur Bestimmung von Protein-RNA-Interaktionen. Solche Interaktionen finden z. B. bei Ribonukleoproteinen und Mikro-RNA-enthaltenden Proteinkomplexen statt.

## Prinzip
Die PAR-CLIP besteht aus einer Kombination einer UV-Quervernetzung, einer Immunpräzipitation, einer teilweisen Nukleolyse, einer RT-PCR und einer DNA-Sequenzierung im Hochdurchsatz. Die PAR-CLIP verwendet einen Einbau der UV-reaktiven Nukleosid-Analoga 4-Thiouridin (4-SU) und 6-Thioguanosin (6-SG) in vivo. Eine Bestrahlung der Zellen mit einer Wellenlänge von 365 nm führt zu einer Vernetzung mit den interagierenden Proteinen. Anschließend erfolgt eine Immunopräzipitation anhand des bekannten Proteins und eine RT-PCR der isolierten RNA. Die DNA-Sequenzen der erzeugten cDNA wird durch DNA-Sequenzierungen bestimmt.
Die PAR-CLIP besitzt Ähnlichkeiten zur CLIP-Seq und zur iCLIP, welche ohne Nukleosid-Analoga auskommen. Der RIP-Chip verwendet einen Microarray anstatt der RT-PCR und der DNA-Sequenzierung. Die ChIP-Seq dient zur Untersuchung von Protein-DNA-Interaktionen und der ChIP-on-Chip dient zur Untersuchung von Protein-DNA-Interaktionen mit einem Microarray anstatt der DNA-Sequenzierung.